# Las cenizas de la luz
Las cenizas de la luz (de título original persa بید مجنون transcrito Beed-e majnoon, El sauce llorón)  es una película iraní dirigida por Majid Majidi en 2005. Relata la transformación de la vida de un profesor universitario ciego tras recobrar la vista gracias a una exitosa operación.

## Argumento
Yusef (Parviz Parastuí) es un profesor universitario con una exitosa carrera académica, ciego desde la infancia, casado con una mujer entregada a él y con una hija pequeña. Cuando se le diagnóstica un cáncer subocular, se traslada a París donde se descubre que no tiene tumores malignos y se le hace un trasplante de córnea que le permite recuperar la vista. Pero aunque su nuevo mundo de color lo colma de alegría, también lo sume en un laberinto de confusión y tentaciones. Una hermosa alumna desvía su atención y afecto de su esposa, antes invisible. Intenta romper con su vida pasada, cegado por su inmadurez espiritual.

## Premios
- Simorg de cristal a Mayid Mayidí (mejor película, y mejor dirección), a Parviz Parastuí (mejor actor principal masculino) y a Yadollah Nayafí (mejor sonido) en el Festival Internacional de Cine Fachr de 2005.